# Sundara luciphila
Sundara luciphila är en insektsart som först beskrevs av Irena Dworakowska och Lauterer 1975.  Sundara luciphila ingår i släktet Sundara och familjen dvärgstritar.
Artens utbredningsområde är Guinea. Inga underarter finns listade i Catalogue of Life.